# Bjeloševina (Pljevlja)
Pour les articles homonymes, voir Bjeloševina.
Bjeloševina (en serbe cyrillique : Бјелошевина) est un village du nord du Monténégro, dans la municipalité de Pljevlja.

## Démographie

### Évolution historique de la population
| 1948 | 1953 | 1961 | 1971 | 1981 | 1991 | 2003 |
| ---- | ---- | ---- | ---- | ---- | ---- | ---- |
| 60   | 63   | 59   | 51   | 31   | 24   | 15   |